# Super Bowl IV
O Super Bowl IV, o quarto e último Campeonato Mundial da AFL-NFL no futebol americano profissional, foi disputado em 11 de janeiro de 1970, no Tulane Stadium, em Nova Orleans, Louisiana. O campeão da American Football League (AFL), Kansas City Chiefs, derrotou o campeão da National Football League (NFL), Minnesota Vikings, pelo placar de 23-7.  As duas ligas se fundiram em uma após o jogo.
Apesar do New York Jets da AFL ter vencido o Super Bowl da temporada anterior, muitos escritores e fãs de esportes pensaram que era uma casualidade e continuaram acreditando que a NFL ainda era superior à AFL, e assim esperavam que os Vikingsderrotassem os Chiefs; os Vikings entraram no Super Bowl como favoritos de 12,5 a 13 pontos. Minnesota teve uma campanha de 12-2 durante a temporada de 1969 da NFL antes de derrotar o Cleveland Browns por 27-7 na Final da NFL. Os Chiefs, que anteriormente jogaram no primeiro Super Bowl, terminaram a temporada da AFL com uma campanha de 11-3 e derrotaram o Oakland Raiders por 17-7 na Final da AFL.
Sob condições de chuva, a defesa dos Chiefs dominou o Super Bowl IV limitando o ataque do Minnesota a apenas 67 jardas, forçando três interceptações e recuperando dois fumble. Len Dawson, do Kansas City, tornou-se o quarto quarterback consecutivo a ser nomeado MVP do Super Bowl. Ele completou 12 de 17 passes para 142 jardas e um touchdown, com uma interceptação.
O Super Bowl IV também é notável para a NFL Films que microfonou o treinador dos Chiefs, Hank Stram, durante o jogo, a primeira vez que um treinador usou um microfone durante um Super Bowl.

## Antes do jogo

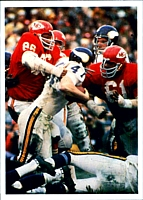
A defesa dos Chiefs impedindo que os Vikings se avançassem durante o Super Bowl IV.

O jogo foi concedido a Nova Orleans em 19 de março de 1969 nas reuniões de proprietários realizadas em Palm Springs, Califórnia.

### Minnesota Vikings
O Minnesota Vikings, liderado pelo treinador Bud Grant, entrou no jogo com uma campanha de 12-2 na temporada regular da NFL, liderando a NFL em total de pontos marcados (379) e em menor número de pontos permitidos (133). Eles marcaram 50 ou mais pontos em três jogos diferentes. Eles perderam seus primeiros e últimos jogos da temporada, mas no meio tiveram 12 vitórias consecutivas, a maior sequência de vitórias em uma única temporada em 35 anos. Sua defesa, considerada a mais intimidadora da NFL, foi ancorada por uma linha defensiva apelidada de "Purple People Eaters" que era composta pelos Defensive tackle Gary Larsen e Alan Page, e pelos Defensive end Carl Eller e Jim Marshall. A secundária foi liderado pelos Defensive back Bobby Bryant (8 interceptações, 97 jardas de retorno), Earsell Mackbee (6 interceptações, 100 jardas de retorno) e Paul Krause (5 interceptações, 82 jardas de retorno, 1 touchdown).
No ataque, o quarterback Joe Kapp era conhecido por sua soberba liderança e sua habilidade de correr, tanto lançando quanto correndo por jardas extras. Kapp tinha o apelido de "Indestructible (Indestrutível)", por jogadas como na Final da NFL contra o Cleveland Browns, quando ele colidiu com o linebacker Jim Houston enquanto corria para a primeira descida e Houston teve que ser carregado para fora do campo depois que a jogada terminou. Além disso, Kapp era conhecido por ser um líder extremamente altruísta: quando foi eleito o MVP dos Vikings, ele recusou o prêmio e disse que todos os jogadores da equipe eram igualmente valiosos: "Não existe um Viking mais valioso. Existem 40 vikings mais valiosos".
O running back, Dave Osborn, foi o melhor corredor da equipe, com 643 jardas e sete touchdowns. Ele também recebeu 22 passes para 236 jardas e outro touchdown. No jogo de passes, Gene Washington, wide receiver selecionado para o Pro Bowl, teve uma média de 21,1 jardas por recepção, registrando 821 jardas e nove touchdowns em 39 recepções. O wide receiver, John Henderson, pegou 34 passes para 553 jardas e 5 touchdowns. A linha ofensiva dos Vikings foi ancorada pelos Pro Bowlers, Grady Alderman e Mick Tingelhoff.
Ao vencer a Final da NFL de 1969, os Vikings tornaram-se os últimos possuidores do Troféu Memorial Ed Thorp.

### Kansas City Chiefs
Enquanto isso, parecia que os Chiefs, liderados pelo técnico Hank Stram, e especialmente o quarterback Len Dawson, estavam com má sorte ao longo do ano. No segundo jogo da temporada regular, Dawson sofreu uma lesão no joelho que o impediu de jogar nos próximos seis jogos. No entanto, o quarterback Mike Livingston, da Universidade Metodista Meridional, arquitetou cinco vitórias nas próximas seis partidas, com Dawson saindo do banco na segunda metade do sexto jogo para garantir a vitória. Os Chiefs conseguiram terminar em segundo lugar atrás do Oakland Raiders na Divisão Oeste da AFL. Depois do último jogo da temporada regular, muitos escritores e fãs de esportes criticaram duramente a equipe e Dawson pelo mau desempenho.
Os Chiefs ainda conseguiram conquistar um lugar nos playoffs. Querendo se aproximar com a NFL antes da fusão, a AFL expandiu os playoffs para a temporada de 1969, fazendo com que as equipes que ficaram em segundo lugar de cada divisão enfrentassem as equipes que ficaram em primeiro lugar na outra divisão. Nos playoffs, Dawson silenciou os críticos, derrotando o atual campeão New York Jets por 13-6 no Divisional Round e derrotando o Oakland Raiders por 17-7 na Final da AFL, tornando os Chiefs o primeiro time de wild card a jogar no Super Bowl. (Dawson diz que acha que tanto os Jets quanto os Raiders poderiam ter derrotado os Vikings).
Ainda assim, muitas pessoas sentiram que o nível de jogo de Dawson na AFL não era comparável à NFL. O próprio Dawson passou cinco temporadas na NFL como reserva antes de ir para a AFL e se tornar um de seus principais quarterbacks. "A AFL salvou minha carreira", disse Dawson. Em suas 8 temporadas de AFL, ele jogou mais passes de touchdown (182) do que qualquer outro quarterback de futebol americano profissional durante esse tempo. Mas, como muitos ainda viam a AFL como sendo inferior à NFL, seus registros não eram considerados significativos. A primeira chance de Dawson de provar a si mesmo contra um time da NFL terminou em fracasso, com seus Chiefs perdendo por 35-10 para o  Green Bay Packers no Super Bowl I, reforçando a noção de que seu sucesso era apenas devido a jogar na "liga inferior".
Ofensivamente, os Chiefs empregaram formações e estratégias inovadoras projetadas por Stram para interromper o cronograma e o posicionamento da defesa. Além de Dawson, a principal arma ofensiva dos Chiefs foi o running back, Mike Garrett (vencedor do Heisman Trophy de 1965), que correu para 732 jardas e 6 touchdowns. Ele também registrou 43 recepções para 432 jardas e outros 2 touchdowns. O running back Robert Holmes teve 612 jardas terrestres, 266 jardas de recepção e 5 touchdowns. O running back Warren McVea correu para 500 jardas e 7 touchdowns, enquanto somava mais 318 jardas de recepção. No jogo de passes, o wide receiver Otis Taylor pegou 41 passes para 696 jardas e 7 touchdowns. A linha ofensiva foi ancorada pelos All-Stars da AFL, Ed Budde e Jim Tyrer. De acordo com Len Dawson, o Kicker Jan Stenerud e o Punter Jerrel Wilson foram os melhores kickers do futebol americano.
A defesa dos Chiefs liderou a AFL em pontos permitidos (177). Como os Vikings, os Chiefs também tinham uma excelente linha defensiva, que foi liderada pelos Defensive tackle Buck Buchanan e Curley Culp e pelos Defensive end Jerry Mays e Aaron Brown. Os Chiefs também tiveram o linebacker All-Star da AFL, Willie Lanier, que registrou 4 interceptações e 1 recuperação de fumble durante a temporada. A secundária foi liderado pelos Defensive back Emmitt Thomas (9 interceptações com 146 jardas de retorno e um touchdown), Jim Kearney (5 interceptações com 154 jardas de retorno e um touchdown) e Johnny Robinson (8 interceptações com 158 jardas de retorno).
A defesa do Kansas City mostrou seu talento na Final da AFL quando derrotou os Raiders. Daryle Lamonica, quarterback dos Raiders, completou apenas 15 dos 39 passes e foi interceptados 3 vezes no quarto período.

### Playoffs
Kansas City avançou para o Super Bowl com vitórias sobre os dois campeões anteriores da AFL. Primeiro eles derrotaram o New York Jets por 13-6, com um passe de 61 jardas de Dawson para Taylor fazendo o touchdown vitorioso. Kansas City forçou Nova York a apenas 234 jardas e forçou 4 turnovers.

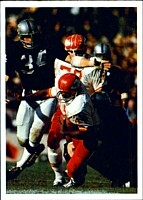
Os Chiefs lideraram os Raiders na Final da AFL antes de enfrentar os Vikings no Super Bowl IV.

Os Chiefs, em seguida, enfrentaram os Raiders, que tiveram uma vantagem de 7-0 sobre eles no primeiro quarto. No entanto, esta seria a sua única pontuação do jogo. O Kansas City entrou no quarto período com uma vantagem de 14-7, e manteve a vitória forçando quatro turnovers (3 interceptações e um turnover em downs) no período final. O jogo terminou 17-7.
Enquanto isso, os Vikings registraram sua primeira vitória na história na pós-temporada ao derrotar o Los Angeles Rams por 23-20. Em seguida, Minnesota derrotou facilmente o Cleveland Browns na Final da NFL, saltando para uma vantagem de 24-0 no intervalo e terminando o jogo com um vitória por 27-7.

### Notícias Pré-Super Bowl
Muitos escritores e fãs de esportes esperavam que os Vikings derrotassem facilmente os Chiefs. Embora o New York Jets da AFL tenha vencido o Super Bowl III na temporada anterior, muitos estavam convencidos de foi um acaso. Eles continuaram a acreditar que todas as equipes da NFL eram de longe superiores a todas as equipes da AFL. E independentemente das diferenças entre as ligas, os Vikings simplesmente pareciam ser uma equipe superior. Minnesota teve a melhor campanha da NFL e superou seus adversários em 246 pontos, enquanto o Kansas City nem sequer ganhou sua própria divisão.
O Super Bowl IV proporcionou outra chance de mostrar que Dawson pertencia ao mesmo nível de todos os grandes quarterbacks da NFL. Mas cinco dias antes do Super Bowl, vazou a notícia de que seu nome havia sido ligado a uma investigação federal em Detroit. Embora Dawson tenha sido finalmente inocentado de quaisquer acusações, a controvérsia aumentou a pressão que ele já estava sofrendo enquanto se preparava para o jogo, fazendo com que ele perdesse o sono e a concentração. "Foi, sem dúvida, a semana mais difícil da minha vida", disse Dawson.
Bud Grant se tornou o primeiro treinador do Super Bowl a não usar gravata. Seu homólogo, Hank Stram, usava um terno com um colete vermelho e um blazer com o logotipo do capacete dos Chiefs estampado no bolso do peito.
O público presente de 80.562 é a mais alta dos quatro primeiros jogos do Super Bowl realizados antes da fusão.

## Televisão
O Super Bowl IV foi transmitido nos Estados Unidos pela CBS com o narrador Jack Buck e o comentarista Pat Summerall, com Frank Gifford e Jack Whitaker sendo os repórteres relatando os vestiários vencedores e perdedores, respectivamente.
A CBS apagou o videoteipe alguns dias depois do jogo; a mesma coisa que fizeram com Super Bowls I e II, que eles transmitiram. A fita de vídeo era cara e as redes não acreditavam que jogos antigos valessem a pena. A única razão pela qual esse jogo existe é porque a CBC também transmitiu o jogo por causa da aproximação dos Vikings com o Canadá (Bud Grant foi lendário jogador e treinador na CFL). Como mencionado anteriormente, como o videoteipe era muito caro naqueles dias para salvar, eles transferiram as imagens para o filme preto e branco (cinescópio). Isso, portanto, permitiu que eles reutilizassem a fita de vídeo.

## Hank Stram com o microfone
Na noite anterior ao jogo, Ed Sabol, da NFL Films, se encontrou com Hank Stram e convenceu Stram a usar um microfone oculto durante o jogo para que seus comentários pudessem ser gravados para o filme do Super Bowl IV da NFL Films. Eles concordaram que o microfone seria mantido em segredo. Esta seria a primeira vez que um treinador usava um microfone durante um Super Bowl. Isso levou a um dos mais conhecidos e populares filmes da NFL Films, devido à tagarelice constante e ao gracejo de Stram. Jack Newman, um cinegrafista premiado com vários Emmy, filmou Stram durante todo o jogo e monitorou o som para garantir que continuasse a funcionar. O sucesso e popularidade deste primeiro Super Bowl levou a Newman fazer o mesmo trabalho durante 24 anos pela NFL Films.
Alguns trechos do Stram incluem:
- Para Len Dawson: "Vamos lá Lenny! Bombeie aí, baby! Apenas continue matriculando a bola no campo, rapazes!"
- Observando a confusão na defesa dos Vikings: "Kassulke (Karl Kassulke) estava correndo por aí como se fosse uma brigada de incêndio chinesa. Eles não sabiam onde Mike (Garrett) estava. Não sabiam onde ele estava! Eles parecem não estar prontos para o inferno".
- Quando os árbitros estavam observando a bola antes de uma medição para determinar se os Vikings conseguiram a primeira descida, Stram gritou para os oficiais: "Certifique-se de marcá-la corretamente! Oh, você perdeu o seu lugar! Meça, pegue as correntes!" Oh, eles não conseguiram! Meu Deus, eles fizeram isso por uma polegada! Ele definitivamente deu a eles um pé extra. Mau! Muito ruim! "
- Outra vez, os árbitros rejeitaram o que parecia ser um fumble de Minnesota. Stram: "Sr. Oficial, deixe-me perguntar uma coisa. Como seis de vocês podem perder uma jogada como essa? Huh? Todos os seis! Quando a bola pulou de lá assim que entramos em contato? ... Não. O que??"
- Depois de Frank Pitts ganhar no reverso no terceiro quarto, quando as correntes foram esticadas e os Chiefs de fato tiveram a primeira descida, Stram foi então ouvido dizendo aos árbitros: "Você fez bem, você marcou bem. Você fez um trabalho legal! "
- Na recepção de touchdown de Otis Taylor que garantiu o jogo, Stram é ouvido gritando e rindo.

## Resumo do jogo
Hank Stram, treinador do Chiefs, que também era o coordenador ofensivo da equipe, criou um plano de jogo eficaz contra os Vikings. Stram decidiu que a maioria dos passes de Len Dawson seria curtos. Stram também concluiu que a agressividade dos Vikings na defesa também os tornava suscetíveis a armadilhas. O jogo de corrida dos Vikings dependia do center, Mick Tingelhoff, bloqueando os linebackers adversários. Stram colocou Buck Buchanan de 129kg ou Curley Culp de 133kg na frente de Tingelhoff, que pesava "apenas" 106kg. Escreveu depois Dawson: "Era óbvio que o ataque deles nunca havia visto uma defesa como a nossa". Minnesota correu para apenas duas primeiras descidas.

### Primeiro quarto
Na primeira posse dos Chiefs, Jan Stenerud marcou um field goal de 48 jardas, um recorde na época. Este recorde duraria 24 anos até ser quebrado por Steve Christie no Super Bowl XXVIII. Segundo Dawson, os Vikings ficaram chocados com o fato de que os Chiefs tentariam um field goal de 48 jardas. Stenerud estava entre os primeiros jogadores de futebol americano a chutar a bola no estilo do futebol (soccer). Os outros incluíam os irmãos Charlie e Pete Gogolak. Quem usa esse estilo chuta com o peito do pé enquanto os kickers convencionais de futebol americano chutavam com os dedos dos pés. "Stenerud foi um fator importante", disse Dawson.

### Segundo quarto
Na primeira campanha dos Chiefs no segundo quarto, Stenerud chutou outro field goal, desta vez de 32 jardas, para aumentar a vantagem do Chiefs para 6-0.
Depois de uma campanha dos Vikings, os Chiefs, receberam a bola na linha de 44 jardas dos Vikings. Uma corrida de 19 jardas de Pitts foi o suficiente para superar a defesa dos Vikings para estabelecer outro field goal de Stenerud, desta vez de 25 jardas, para aumentar a liderança do Kansas City para 9-0.
No kickoff, Charlie West, sofreu um fumble, e Remi Prudhomme, do Kansas City, recuperou a bola na linha de 19 jardas do Minnesota. ("Isso foi fundamental", disse Dawson). Algumas jogadas depois veio o primeiro touchdown do jogo e dos Chiefs. A pontuação aconteceu depois de uma corrida de 5 jardas de Mike Garrett. Esta jogada ficou para sempre conhecido como "65 Toss Power Trap".
Na campanha seguinte, houve uma tentativa de um field goal de 56 jardas de Fred Cox caiu muito abaixo dos postes.

### Terceiro Quarto
No terceiro quarto, os Vikings conseguiram seu primeiro touchdown em uma campanha de 69 jardas em 10 jogadas. A pontuação aconteceu depois de uma corrida de 5 jardas de Dave Osborn. O placar foi reduzido para 16-7. 
No entanto, Kansas City respondeu com uma campanha de 82 jardas e 6 jogadas. A pontuação aconteceu depois que Dawson acertou um passe curto para Taylor, ele pegou a bola na linha de 41 jardas de Minnesota, quebrou o tackle de Earsell Mackbee, correu pela lateral, quebrou o tackle de Karl Kassulke e marcou o touchdown em uma jogada de 46 jardas.

### Quarto quarto
Os Vikings foram desmoralizados após o touchdown e a defesa dos Chiefs continuaria a dominá-los no quarto quarto, forçando três interceptações em três posses de Minnesota para conquistar a vitória por 23-7. A derrota foi total para os Vikings, já que até mesmo seu quarterback "Indestrutível" Joe Kapp teve que ser carregado fora do campo no quarto quarto, depois de ter sido sacado por Aaron Brown. Kapp foi substituído por Gary Cuozzo.
O running back de Kansas City e futuro Diretor Atlético da Universidade do Sul da Califórnia, Mike Garrett, ganhador do Heisman Trophy de 1965, foi o melhor corredor do jogo com 11 corridas de 39 jardas e um touchdown. Ele também pegou dois passes para 25 jardas e retornou um kickoff para 18 jardas. Taylor foi o principal receptor dos Chiefs com seis recepções para 81 jardas e um touchdown. Kapp terminou o jogo com 16 passes para 183 jardas, com duas interceptações. Henderson foi o melhor recebedor do jogo com sete recepções para 111 jardas.
Referindo-se às três interceptações dos Vikings, três fumble e seis faltas, Karl Kassulke, safety dos Vikings, disse: "Cometemos mais erros mentais em um jogo do que em uma temporada". Kapp nunca jogaria novamente para os Vikings, pois ele iria jogar no Boston Patriots na temporada de 1970.
Kansas City é a única equipe na era do Super Bowl a ganhar o título sem permitir mais de 10 pontos em qualquer jogo da pós-temporada.

### Box score
Super Bowl IV: Kansas City Chiefs 23, Minnesota Vikings 7
|               | 1 | 2  | 3 | 4 | Total |
| ------------- | - | -- | - | - | ----- |
| Vikings (NFL) | 0 | 0  | 7 | 0 | 7     |
| Chiefs (AFL)  | 3 | 13 | 7 | 0 | 23    |

em Tulane Stadium, New Orleans, Louisiana
- Data: 11 de Janeiro de 1970
- Horário: 2:40 p.m. CST
- Temperatura: 16 °C, nublado, campo molhado[10]

| \| Quarto \| Tempo \| Campanha \| Campanha \| Campanha \| Time \| Informação \| Resultado \| Resultado \| \| Quarto \| Tempo \| Jogadas \| Jardas \| TDP \| Time \| Informação \| MIN \| KC \| \| ------------------------------------------ \| ------------------------------------------ \| ------------------------------------------ \| ------------------------------------------ \| ------------------------------------------ \| ------------------------------------------ \| ------------------------------------------------------------------------------------ \| --------- \| --------- \| \| 1 \| 6:52 \| 8 \| 42 \| 4:06 \| KC \| Field goal de 48 jardas de Jan Stenerud \| 0 \| 3 \| \| 2 \| 13:20 \| 8 \| 55 \| 4:48 \| KC \| Field goal de 32 jardas de Jan Stenerud \| 0 \| 6 \| \| 2 \| 7:52 \| 4 \| 27 \| 2:13 \| KC \| Field goal de 25 jardas de Jan Stenerud \| 0 \| 9 \| \| 2 \| 5:34 \| 6 \| 19 \| 1:47 \| KC \| Corrida de 5 jardas para o touchdown de Mike Garrett, Stenerud faz o EP \| 0 \| 16 \| \| 3 \| 4:32 \| 10 \| 69 \| 4:34 \| MIN \| Corrida de 4 jardas para o touchdown de Dave Osborn, Fred Cox faz o EP \| 7 \| 16 \| \| 3 \| 1:22 \| 6 \| 82 \| 3:10 \| KC \| Passe de Len Dawson para uma recepção de 46 jardas de Otis Taylor, Stenerud faz o EP \| 7 \| 23 \| \| "TDP" = tempo de posse. "EP" = Extra Point \| "TDP" = tempo de posse. "EP" = Extra Point \| "TDP" = tempo de posse. "EP" = Extra Point \| "TDP" = tempo de posse. "EP" = Extra Point \| "TDP" = tempo de posse. "EP" = Extra Point \| "TDP" = tempo de posse. "EP" = Extra Point \| "TDP" = tempo de posse. "EP" = Extra Point \| 7 \| 23 \| |                                            |                                            |                                            |                                            |                                            |                                                                                      |           |           |
| Quarto | Tempo                                      | Campanha                                   | Campanha                                   | Campanha                                   | Time                                       | Informação                                                                           | Resultado | Resultado |
| Quarto | Tempo                                      | Jogadas                                    | Jardas                                     | TDP                                        | Time                                       | Informação                                                                           | MIN       | KC        |
| 1 | 6:52                                       | 8                                          | 42                                         | 4:06                                       | KC                                         | Field goal de 48 jardas de Jan Stenerud                                              | 0         | 3         |
| 2 | 13:20                                      | 8                                          | 55                                         | 4:48                                       | KC                                         | Field goal de 32 jardas de Jan Stenerud                                              | 0         | 6         |
| 2 | 7:52                                       | 4                                          | 27                                         | 2:13                                       | KC                                         | Field goal de 25 jardas de Jan Stenerud                                              | 0         | 9         |
| 2 | 5:34                                       | 6                                          | 19                                         | 1:47                                       | KC                                         | Corrida de 5 jardas para o touchdown de Mike Garrett, Stenerud faz o EP              | 0         | 16        |
| 3 | 4:32                                       | 10                                         | 69                                         | 4:34                                       | MIN                                        | Corrida de 4 jardas para o touchdown de Dave Osborn, Fred Cox faz o EP               | 7         | 16        |
| 3 | 1:22                                       | 6                                          | 82                                         | 3:10                                       | KC                                         | Passe de Len Dawson para uma recepção de 46 jardas de Otis Taylor, Stenerud faz o EP | 7         | 23        |
| "TDP" = tempo de posse. "EP" = Extra Point | "TDP" = tempo de posse. "EP" = Extra Point | "TDP" = tempo de posse. "EP" = Extra Point | "TDP" = tempo de posse. "EP" = Extra Point | "TDP" = tempo de posse. "EP" = Extra Point | "TDP" = tempo de posse. "EP" = Extra Point | "TDP" = tempo de posse. "EP" = Extra Point                                           | 7         | 23        |

## Estatísticas

### Comparação
|                                   | Minnesota Vikings | Kansas City Chiefs |
| --------------------------------- | ----------------- | ------------------ |
| Primeira descida                  | 13                | 18                 |
| Corridas para Primeira descida    | 2                 | 8                  |
| Passes para Primeira descida      | 10                | 7                  |
| Faltas que deram Primeira descida | 1                 | 3                  |
| Eficiência em Terceira descida    | 3/9               | 7/15               |
| Eficiência em Quarta descida      | 0/0               | 0/0                |
| Jardas corridas                   | 67                | 151                |
| Tentativas de corridas            | 19                | 42                 |
| Jardas por corrida                | 3.5               | 3.6                |
| Passes – Completos/Tentativa      | 17/28             | 12/17              |
| Vezes sacado-total de jardas      | 3–27              | 3–20               |
| Interceptações                    | 3                 | 1                  |
| Jardas passadas                   | 172               | 122                |
| Total de jardas                   | 239               | 273                |
| Punt returnados-total de jardas   | 2–1               | 1–0                |
| Kickoff returnado-total de jardas | 4–79              | 2–36               |
| Interceptações- total de jardas   | 1–0               | 3–24               |
| Punts-Jardas por punt             | 3–37.0            | 4–48.5             |
| Fumbles-Perdidos                  | 3–2               | 0–0                |
| Faltas-total de jardas            | 6–67              | 4–47               |
| Tempo de posse                    | 25:27             | 34:33              |
| Turnovers                         | 5                 | 1                  |

### Líderes individuais
| Vikings passando a bola | Vikings passando a bola | Vikings passando a bola | Vikings passando a bola | Vikings passando a bola | Vikings passando a bola |
|                         | C/Ten1                  | Jardas                  | TD                      | INT                     | Rating                  |
| ----------------------- | ----------------------- | ----------------------- | ----------------------- | ----------------------- | ----------------------- |
| Joe Kapp                | 16/25                   | 183                     | 0                       | 2                       | 52.6                    |
| Gary Cuozzo             | 1/3                     | 16                      | 0                       | 1                       | 12.5                    |
| Vikings correndo        |                         |                         |                         |                         |                         |
|                         | Cor2                    | Jardas                  | TD                      | LG3                     | Jds/Cor                 |
| Bill Brown              | 6                       | 26                      | 0                       | 10                      | 4.33                    |
| Oscar Reed              | 4                       | 17                      | 0                       | 15                      | 4.25                    |
| Dave Osborn             | 7                       | 15                      | 1                       | 4                       | 2.14                    |
| Joe Kapp                | 2                       | 9                       | 0                       | 7                       | 4.50                    |
| Vikings recebendo       |                         |                         |                         |                         |                         |
|                         | Rec4                    | Jardas                  | TD                      | LG3                     | Alvos5                  |
| John Henderson          | 7                       | 111                     | 0                       | 28                      | 10                      |
| Bill Brown              | 3                       | 11                      | 0                       | 11                      | 3                       |
| John Beasley            | 2                       | 41                      | 0                       | 26                      | 5                       |
| Oscar Reed              | 2                       | 16                      | 0                       | 12                      | 3                       |
| Dave Osborn             | 2                       | 11                      | 0                       | 10                      | 2                       |
| Gene Washington         | 1                       | 9                       | 0                       | 9                       | 4                       |
| Bob Grim                | 0                       | 0                       | 0                       | 0                       | 1                       |

| Chiefs passando a bola | Chiefs passando a bola | Chiefs passando a bola | Chiefs passando a bola | Chiefs passando a bola | Chiefs passando a bola |
|                        | C/Ten1                 | Jardas                 | TD                     | INT                    | Rating                 |
| ---------------------- | ---------------------- | ---------------------- | ---------------------- | ---------------------- | ---------------------- |
| Len Dawson             | 12/17                  | 142                    | 1                      | 1                      | 90.8                   |
| Chiefs correndo        |                        |                        |                        |                        |                        |
|                        | Cor2                   | Jardas                 | TD                     | LG3                    | Jds/Cor                |
| Mike Garrett           | 11                     | 39                     | 1                      | 6                      | 3.55                   |
| Frank Pitts            | 3                      | 37                     | 0                      | 19                     | 12.33                  |
| Wendell Hayes          | 8                      | 31                     | 0                      | 13                     | 3.88                   |
| Warren McVea           | 12                     | 26                     | 0                      | 9                      | 2.17                   |
| Len Dawson             | 3                      | 11                     | 0                      | 11                     | 3.67                   |
| Robert Holmes          | 5                      | 7                      | 0                      | 7                      | 1.40                   |
| Chiefs recebendo       |                        |                        |                        |                        |                        |
|                        | Rec4                   | Jardas                 | TD                     | LG3                    | Alvos5                 |
| Otis Taylor            | 6                      | 81                     | 1                      | 46                     | 8                      |
| Frank Pitts            | 3                      | 33                     | 0                      | 20                     | 3                      |
| Mike Garrett           | 2                      | 25                     | 0                      | 17                     | 3                      |
| Wendell Hayes          | 1                      | 3                      | 0                      | 3                      | 1                      |
| Warren McVea           | 0                      | 0                      | 0                      | 0                      | 1                      |
| Gloster Richardson     | 0                      | 0                      | 0                      | 0                      | 1                      |

1Completo/Tentativas 2Corridas 3Mais longo ganho de jardas 4Recepções 5alvos

### Recordes
Os seguintes recordes foram definidos ou empatados no Super Bowl II, de acordo com o boxcore oficial da NFL.com e o resumo do jogo da ProFootballreference.com. Alguns recordes precisam atender ao número mínimo de tentativas da NFL para serem reconhecidos. Os mínimos são mostrados (entre parênteses).
| Recordes de Jogadores                              | Recordes de Jogadores | Recordes de Jogadores                            |
| -------------------------------------------------- | --------------------- | ------------------------------------------------ |
| Porcentagem de conclusão, carreira (40 tentativas) | 63.6% (28-44)         | Len Dawson                                       |
| Mais recepções, carreira                           | 10                    | Otis Taylor                                      |
| Retorno de kickoff mais longo                      | 33 yds                | Clint Jones (Min)                                |
| Mais punts, carreira                               | 11                    | Jerrel Wilson (KC)                               |
| Maior média de punting, jogo (4 punts)             | 48.5 yds              | Jerrel Wilson (4-194)                            |
| Maior média de punting, carreira (10 punts)        | 46.5 yards            | Jerrel Wilson (11-511)                           |
| Mais longo field goal                              | 48 yds                | Jan Stenerud                                     |
| Recordes empatados                                 |                       |                                                  |
| Mais fumbles, jogo                                 | 1                     | Joe Kapp John Henderson (Min) Charlie West (Min) |
| Mais fumbles, carreira                             | 1                     | Joe Kapp John Henderson (Min) Charlie West (Min) |
| Mais fumbles recuperados, jogo                     | 1                     | Johnny Robinson (KC) Remi Prudhomme (KC)         |
| Mais fumbles recuperados, carreira                 | 1                     | Johnny Robinson (KC) Remi Prudhomme (KC)         |
| Mais field goals de 40 jardas, jogo                | 1                     | Jan Stenerud                                     |

## Juízes
- Juiz: John McDonough (AFL) #11 (Primeiro juiz contratado na AFL em seu início em 1960. Comissário de Oficiais da World FootBall League. Stanford Football, 1937-39), Comissário de Oficiais, CIF, Orange County, CA. 1950-1974
- Árbitro: Lou Palazzi (NFL) #51
- Juiz de linha: Harry Kessel (AFL) #34
- Juiz de linha: Bill Schleibaum (NFL) #28
- Juiz do fundo: Tom Kelleher (NFL) #25
- Juiz de Campo: Charlie Musser (AFL) #55

Nota: Um sistema de sete oficiais não foi usado até 1978